# Helenówek (Łódź)
Helenówek – północna część miasta Łodzi w dzielnicy Bałuty. Administracyjnie wchodzi w skład osiedla Radogoszcz. Rozpościera się w rejonie ulicy Zgierskiej, między al. Włókniarzy a granicą miasta.
Położenie osiedla Helenówek odpowiada lokacji dawnej podłódzkiej wsi Kolonia Radogoszcz, włączonej do Łodzi 13 lutego 1946. Kolonia Radogoszcz liczyła w 1921 roku 1408 mieszkańców. 
Mieściły się tu m.in. internat oraz ferma drobiu, założona w roku 1922. Początkowo internat pełnił funkcję domu sierot, od 1925 przyjmował również inne dzieci. Ferma miała natomiast własny budynek, wybudowany w latach 1923-24, oraz 5 hektarów ziemi, na której uczono dzieci rolnictwa. Prezesem instytucji był Chaim Rumkowski.